# Eduard Achermann
Eduard Achermann (* 28. Juni 1928 in Buochs, Kanton Nidwalden; † 13. August 2004 in Ingenbohl, Kanton Schwyz) war ein Schweizer römisch-katholischer Missionspriester, der als Theologe und Universitätsrektor in Afrika wirkte. Über 30 Jahre lebte und lehrte Eduard Achermann hauptsächlich in Ostafrika (Tansania) und Zentralafrika (Malawi), war dort in Seelsorge und Priesterausbildung tätig und versuchte als Fidei-Donum-Priester einen Beitrag zur Neuevangelisierung Afrikas zu leisten.

## Kirchengeschichtliche Zeitumstände
Nach dem Zweiten Weltkrieg richtete sich der Blick der katholischen Kirche wieder verstärkt auf die Missionsgebiete in Südamerika, Afrika und Asien und deren Probleme, insbesondere der Versorgung der dortigen jungen Kirchen mit qualifiziertem Priesternachwuchs. So sollten die europäischen Diözesen nach dem Willen von Papst Pius XII. Priester in die Mission entsenden. Aus der Schweizer Diözese Chur wurde Eduard Achermann zu diesem Dienst der Verkündigung des Evangeliums in der Dritten Welt berufen.

## Leben
Geboren wurde Eduard Achermann in Buochs im Schweizer Kanton Nidwalden. 
Er studierte ab 1948 als „Germaniker“ an der Päpstlichen Universität Gregoriana und wurde am 10. Oktober 1954 in Rom zum Priester geweiht.
Von 1958 bis 1960 war er als Vikar in Zürich (Pfarrei Liebfrauen) eingesetzt.
Im Jahr 1961 wurde er Missionspriester in der Provinz Ruvuma im Süden Tansanias. Die ersten zwei Jahre wirkte er als Seelsorger der Gemeinde Ruanda, in der damaligen Diözese Peramiho, heute Erzbistum Songea. Von 1963 bis 1976 lehrte er als Professor Altes und Neues Testament im Priesterseminar von Peramiho, wo sich auch die Abtei der Missionsbenediktiner befindet.
Im Jahr 1977 ging Achermann nach Malawi (Zentralafrika), berufen als Dozent für Altes Testament und Rektor des Kachebere Major Seminary in Mchinji. 
Von 1980 bis zum Jahr 1992 wirkte er dann weiter in verschiedenen Ländern Süd- und Ostafrikas:
- 1980–1983 Professor am St. Peter’s Seminary von Zomba (Malawi)
- 1983–1985 Lehrer für «Animators» in Lumko (Transkei)
- 1985–1987 Professor für Philosophie am St. Peter’s Seminary in Hammanskraal (Südafrika)
- 1987–1988 Professor am Benediktinerkloster von Tororo (Uganda)
- 1990–1992 Professor für Philosophie am Ordensseminar von Uganda

Zurück in seiner Heimat am Vierwaldstättersee, versah er zehn Jahre den Seelsorgedienst als Kaplan in Oberrickenbach im Kanton Nidwalden, ab 2002 dann als Klosterseelsorger im Institut der Barmherzigen Schwestern vom Heiligen Kreuz in Ingenbohl, wo er am 13. August 2004 starb und fünf Tage darauf begraben wurde.

## Werke
- «Schrei, geliebtes Afrika!» Ein Kontinent braucht Hilfe. Walter-Verlag, Solothurn 1993, ISBN 978-353000244-7. (Das Buch ist die Zusammenfassung seiner Lebensaufgabe in Afrika. Es beschreibt persönliche Erfahrungen im Zusammenleben mit den Afrikanern und die Konsequenzen, welche aus einer zwar gut gemeinten, aber oft verfehlten Entwicklungspolitik und Missionsarbeit der Vergangenheit zu ziehen sind.)
  - Übersetzung: «Cry, beloved Africa!» A continent needs help. 2nd ed., African University Studies, 1996, ISBN 3931169197.